# ميكاه كوكس
ميكاه كوكس (بالإنجليزية: Micah Cooks)‏ هو لاعب كرة قدم أمريكي في مركز الهجوم، ولد في 7 فبراير 1981 في واشنطن العاصمة في الولايات المتحدة. لعب مع دي.سي. يونايتد.

## وصلات خارجية
- ميكاه كوكس على موقع الدوري الأمريكي (الإنجليزية)
- ميكاه كوكس على موقع قاعدة بيانات كرة القدم.إي يو (الإنجليزية)